# 흐레족
흐레족(H're people)은 베트남에 살고 있는 소수민족이다. 이들은 몽-크메르어 어족에 속하는 언어를 구사한다. 대부분 베트남 중남부 해안 지방인 꽝응아이성과 빈딘성 지역에 살고 있으며 1999년 인구조사에서는 약 113,111명의 인구가 조사되었다.
1996년 흐레족은 꽝응아이성 바트현(약 31,800명), 선하현(선떠이 포함, 약 43,800명)과 민롱현(8100명) 지역의 인구 대부분을 차지했다. 1996년 빈딘성에 있는 안라오현에서는 약 5800명으로 세 번째로 많은 인구였다.
그들은 깔레우 가락을 노래하며, 찡과 아라돈을 연주한다.